# Ernest N. Harmon

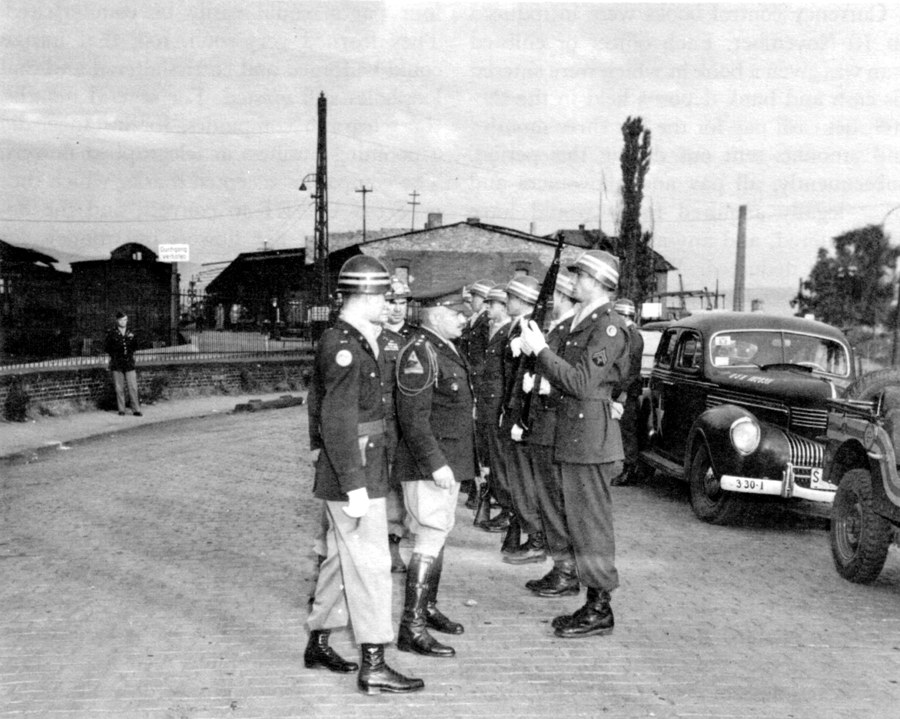
Inspektion einer Einheit der United States Constabulary (1945)

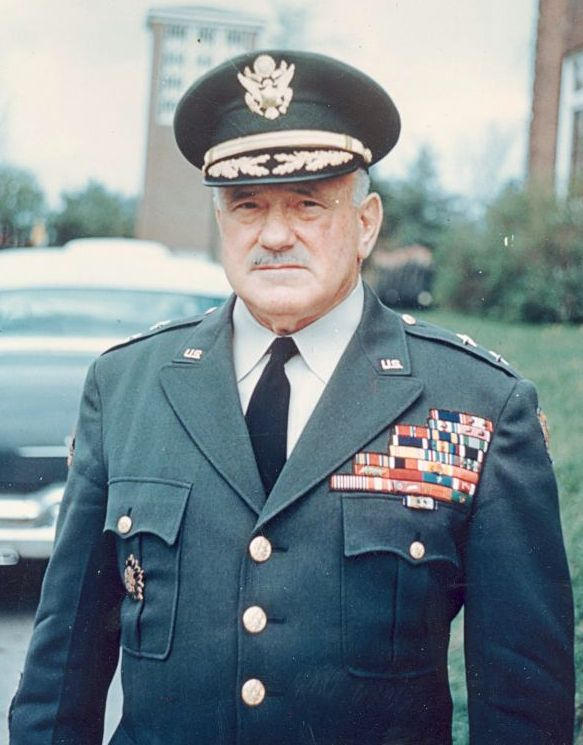
Ernest N. Harmon

Ernest Nason Harmon (* 26. Februar 1894 in Lowell,  Middlesex County, Massachusetts; † 13. November 1979 in White River Junction, bei Hartford, Vermont) war ein Generalmajor der United States Army. Er war unter anderem Kommandeur der 3. US-Armee.
Im Alter von zehn Jahren verlor Ernest Harmon seine Eltern und wuchs dann als Waisenkind bei Verwandten auf. Im Jahr 1912 absolvierte er die Bradford Academy in Bradford, ehe er sich an der Norwich University einschrieb, wo er allerdings nur für ein Jahr verblieb. In den Jahren 1914 bis 1917 durchlief er die United States Military Academy in West Point.  Während seiner dortigen Studienzeit fiel er durch vielfältige sportliche Tätigkeiten auf. Er war ein guter Reiter, spielte Football und gehörte der Boxmannschaft der Akademie an.
Nach seiner im Jahr 1917 erfolgten Graduation wurde er als Leutnant der Kavallerie zugeteilt. In der Armee durchlief er anschließend alle Offiziersränge vom Leutnant bis zum Zwei-Sterne-General. Bemerkenswert ist, dass der Akademiejahrgang 1917 überdurchschnittlich viele zukünftige Generäle des US-Heeres hervorbrachte. Zunächst wurde Harmon dem 2. Kavallerieregiment zugeteilt. Bis zum März 1918 verblieb er auf Stützpunkten in den Vereinigten Staaten, ehe er mit dem 2. Kavallerieregiment nach Frankreich entsandt wurde um am Ersten Weltkrieg teilzunehmen. Dort nahm er unter anderem an der Schlacht von St. Mihiel und der Maas-Argonnen-Offensive teil. Im Sommer 1919 kehrte er in die USA zurück. Anschließend absolvierte er die Cavalry School in Fort Riley in Kansas.
Zwischen 1921 und 1925 war Harmon als Lehrer an der Militärakademie in West Point tätig. Zwischenzeitlich nahm Harmon an den Olympischen Sommerspielen 1924 im Modernen Fünfkampf teil. Sportlich blieb er dabei eher erfolglos: Unter 38 Teilnehmern erreichte er den 31. Platz. Von 1925 bis 1927 diente Harmon im 6. Kavallerieregiment, das in Fort Oglethorpe in Georgia stationiert war. Die folgenden vier Jahre verbrachte er als Lehrer an der Norwich University, an der er das Fach Militärwissenschaft unterrichtete. In der Folge absolvierte er das Command and General Staff College, das United States Army War College und den Field Officer's Course an der Chemical Warfare School in Maryland. In den Jahren 1934 und 1935 kommandierte er eine Schwadron des 8. Kavallerieregiments. Danach war er bis 1939 Stabsoffizier im Kriegsministerium in Washington, D.C.
Noch vor dem Eintritt der Vereinigten Staaten in den Zweiten Weltkrieg wurde Harmon Stabsoffizier beim 1. Panzercorps (I Armored Corps) und dann Stabschef bei der von Adna R. Chaffee, Jr. gegründeten Armored Force. Seit 1942 nahm der am 13. März 1942 zum Brigadegeneral beförderte Offizier aktiv am Zweiten Weltkrieg teil. Zwischen Juli 1942 und April 1943 kommandierte Harmon die 2. Panzerdivision, die in Nordafrika eingesetzt war. Gleichzeitig war er auch kommandierender General der Southern Landing Force. Er war an der Vorbereitung und Durchführung der Landung der Alliierten in Nordafrika beteiligt und nahm später an der Schlacht am Kasserinpass und am Tunesienfeldzug teil. Zwischen April 1943 und Juli 1944 kommandierte er die 1. Panzerdivision während der ersten Phase des Italienfeldzugs. Im September 1944 wurde er nach Frankreich versetzt, wo er erneut das Kommando über die 2. Panzerdivision übernahm, das er bis Mitte Januar 1945 behielt. Seine Division war an der Zerschlagung der deutschen Ardennenoffensive beteiligt. Im Januar 1945 übernahm er das Kommando über das XXII Corps, das er bis zum 10. Januar 1946 behielt. In der Endphase des Zweiten Weltkriegs gehörte sein Korps zu den Truppen, die weit nach Deutschland und sogar bis in die Tschechoslowakei vordrangen. Er wurde dabei zwischenzeitlich Militärgouverneur der Rheinprovinz und der amerikanischen Besatzungstruppen in der Tschechoslowakei.
Zwischen Januar und Mai 1946 kommandierte Harmon das VI Corps. In den Jahren 1946 bis Januar 1947 leitete er das United States Constabulary in Deutschland. Diese Polizeitruppe hatte die Aufgabe die Ordnung in den amerikanischen Besatzungszonen in Deutschland aufrechtzuerhalten. Vom 10. Januar bis zum 14. März 1947 hatte Ernest Harmon das Kommando über die 3. US-Armee. Danach war er bis zum 29. Februar 1948 stellvertretender Kommandeur der Army Ground Forces. Anschließend trat er in den Ruhestand.
Zwischen 1950 und 1965 war Harmon Präsident der Norwich University in Vermont. Der seit 1917 mit Leona Tuxbury (1897–1985) verheiratete Generalmajor starb am 13. November 1979 und wurde auf dem Oxbow Cemetery in Newbury in Vermont beigesetzt. Die Ernest Harmon Air Force Base in Stephenville (Neufundland) in Kanada ist nach ihm benannt.

## Orden und Auszeichnungen
Ernest Harmon erhielt im Lauf seiner militärischen Laufbahn unter anderem folgende Auszeichnungen:
- Distinguished Service Cross
- Army Distinguished Service Medal
- Silver Star
- Legion of Merit
- Bronze Star Medal
- Air Medal
- Commendation Medal
- Purple Heart
- World War I Victory Medal
- Army of Occupation of Germany Medal
- American Defense Service Medal
- American Campaign Medal
- European-African-Middle Eastern Campaign Medal
- World War II Victory Medal
- Army of Occupation Medal

Neben diesen rein amerikanischen Orden erhielt er noch zahlreiche Orden ausländischer Staaten.